# Notre-Dame de Béchouate
Le sanctuaire de Notre-Dame de Béchouate est un sanctuaire marial dans le village de Béchouate situé dans la plaine de la Bekaa au Liban.
En 1741, une icône byzantine en bois de la Vierge Marie a été découverte dans l'une des grottes. Une église a été construite au-dessus de la grotte et depuis lors, elle est devenue un lieu de pèlerinage pour les chrétiens et les musulmans.

## Les miracles de Notre-Dame de Béchouate
Des miracles ont été rapportés et attribués à Notre-Dame de Béchouate. Des milliers de fidèles ont visité le sanctuaire où ils marchent du village de Béchouate à l'ancienne église où se dresse la statue bleue et blanche de la Vierge Marie.
La statue, une réplique de celle de Notre-Dame de Pontmain en France, aurait été érigée en 1880. Certains fidèles passent la nuit à prier humblement ou à méditer à la porte de l'église.